# Anni 1550
Gli anni 1550 sono il decennio che comprende gli anni dal 1550 al 1559 inclusi.

## Eventi, invenzioni e scoperte
- 25 settembre 1555: Pace di Augusta, secondo la quale in Germania si poteva scegliere se professare il cattolicesimo o il luteranesimo.
- 1558: Dopo la morte di Maria "la sanguinaria", sale al trono d'Inghilterra la figlia di Enrico VIII e Anna Bolena, Elisabetta I Tudor.
- 2/3 aprile 1559: pace di Cateau-Cambrésis

## Personaggi
- Elisabetta I d'Inghilterra
- Maria Stuarda, regina di Scozia.